# درفت ان‌بی‌ای ۲۰۲۵
درفت ان‌بی‌ای سال ۲۰۲۵ هفتاد و نهمین دوره درفت سالانه اتحادیه ملی بسکتبال خواهد بود. مانند درفت سال ۲۰۲۴، این مراسم نیز طی دو شب برگزار خواهد شد. این درفت شامل ۵۹ انتخاب خواهد بود، (برخلاف ۶۰ انتخاب کامل به دلیل از دست دادن یک انتخاب در دور دوم توسط نیویورک نیکس به دلیل تخلف بازیکن آزاد در سال ۲۰۲۲).محمد امینی بازیکن ۱۹ ساله ایرانی شاغل در لیگ فرانسه نیز بعد از اعلام آمادگی در این درفت حضور خواهد داشت و انتظار می‌رود در راند دوم به اتحادیه ملی بسکتبال راه پیدا کند.
دور اول درفت در ۲۵ ژوئن ۲۰۲۵ و دور دوم در ۲۶ ژوئن برگزار خواهد شد. هر دو دور در بارکلیز سنتر در بروکلین، نیویورک برگزار خواهد شد. زمان بین انتخاب‌های دور دوم چهار دقیقه باقی خواهد ماند، تغییری که نسبت به درفت سال قبل ایجاد شده است.
اولین انتخاب کلی توسط دالاس ماوریکس انجام خواهد شد که با وجود داشتن تنها ۱٫۸ شانس، در قرعه کشی درفت برنده شد.

## ترکیب
یازدهمین اردوی بازیکنان برتر لیگ جی در تاریخ ۹ تا ۱۱ مه برگزار شد که از بین آنها شرکت‌کنندگان خاصی برای پیوستن به ترکیب اصلی درفت انتخاب شدند.
بخش اصلی انتخاب‌های درفت ان‌بی‌ای سال ۲۰۲۵ از ۱۱ تا ۱۸ مه در شیکاگو، ایلینوی برگزار شد.

## شرایط و شرکت‌کنندگان
این درفت تحت قوانین واجد شرایط بودن که در توافق‌نامه چانه‌زنی جمعی (CBA) لیگ در سال ۲۰۲۳ با اتحادیه بازیکنان تعیین شده است، انجام می‌شود.

#### بازیکنان بین‌المللی
- محمد امینی – فوروارد، نانسی بسکت (فرانسه)
- ایزان آلمانسا – فوروارد، پرت وایلدکتز (استرالیا)

هوگو گونزالس – گارد، رئال مادرید (اسپانیا)
الی ندیا – فوروارد، رئال مادرید (اسپانیا)
- الک انیگباتا – فوروارد، راتیوفارم اولم (آلمان)
- نئوکلیس آودالاس – فوروارد، پریستری (یونان)
- باسالا باگایوکو – سنتر، بیلبائو (اسپانیا)
- ژوان برینگر – سنتر، سدویتسا المپیا (اسلوونی)
  - محمد دیاوارا – فوروارد، پاریس بسکتبال (فرانسه)
- نوآ اسنگه – گارد، راتیوفارم اولم (آلمان)
- زایون نبوت – گارد، اس‌تی‌بی لو آور (فرانسه)
- نوا پندا – فوروارد، لمان (فرانسه)
- نولان ترائوره – گارد، سن-کانتن (فرانسه)
- آسیم جولویچ – فوروارد، اوکاکا بئوگراد (صربستان)

لازار گاچیچ – سنتر، اوکاکا بئوگراد (صربستان)
بوگولیوب مارکوویچ – فوروارد، مگا بسکت (صربستان)
- مومو فایه – سنتر، پالاچانسترو رجیانا (ایتالیا)

عثمان اندیایه – سنتر، گرانادا (اسپانیا)
- ماتیس ام‌مادی – گارد، سی‌بی مورون (اسپانیا)
- بن هنشال – گارد، پرت وایلدکتز (استرالیا)

الکس توهی – گارد، سیدنی کینگز (استرالیا)
روکو زیکاراسکی – سنتر، بریزبین بولتس (استرالیا)
- سالیو نیانگ – فوروارد، آکیلا بسکت ترنتو (ایتالیا)

دیوید تورسانی – گارد، ترویزو (ایتالیا)
- بن سراف – گارد، راتیوفارم اولم (آلمان)
- یانگ هانسن – سنتر، چینگدائو ایگلز (چین)